# Skelná Huť (Krsy)
Skelná Huť je malá vesnice, část obce Krsy v okrese Plzeň-sever v Plzeňském kraji. Nachází se asi čtyři kilometry severovýchodně od Krsů. Prochází zde silnice II/201. V roce 2011 zde trvale žilo dvanáct obyvatel.
Skelná Huť leží v katastrálním území Trhomné o výměře 10,31 km².

## Historie
První písemná zmínka o vesnici pochází z roku 1788.

## Obyvatelstvo
Při sčítání lidu v roce 1921 zde žilo 247 obyvatel (z toho 120 mužů), z nichž byl jeden Čechoslovák, 243 Němců a tři cizinci. Všichni se hlásili k římskokatolické církvi. Podle sčítání lidu z roku 1930 měla vesnice 260 obyvatel: jednoho Čechoslováka 256 Němců a tři cizince. I tentokrát všichni byli římskými katolíky.
| Rok            | 1869 | 1880 | 1890 | 1900 | 1910 | 1921 | 1930 | 1950 | 1961 | 1970 | 1980 | 1991 | 2001 | 2011 | 2021 |
| -------------- | ---- | ---- | ---- | ---- | ---- | ---- | ---- | ---- | ---- | ---- | ---- | ---- | ---- | ---- | ---- |
| Počet obyvatel | 429  | 286  | 277  | 267  | 252  | 247  | 260  | 61   | 64   | 26   | 13   | 8    | 9    | 12   | 31   |
| Počet domů     | 40   | 44   | 42   | 44   | 40   | 40   | 44   | 54   | 54   | 8    | 6    | 3    | 18   | 16   | 30   |

## Obecní správa
Při sčítání lidu v letech 1869–1959 Skelná Huť byla osadou obce Trhomné, se kterým patřila nejprve do okresu Teplá, ale v letech 1900–1930 v okrese Planá a v roce 1950 v okrese Plasy. Od 1. ledna 1960 je částí obce Krsy v okrese Plzeň-sever.

## Galerie

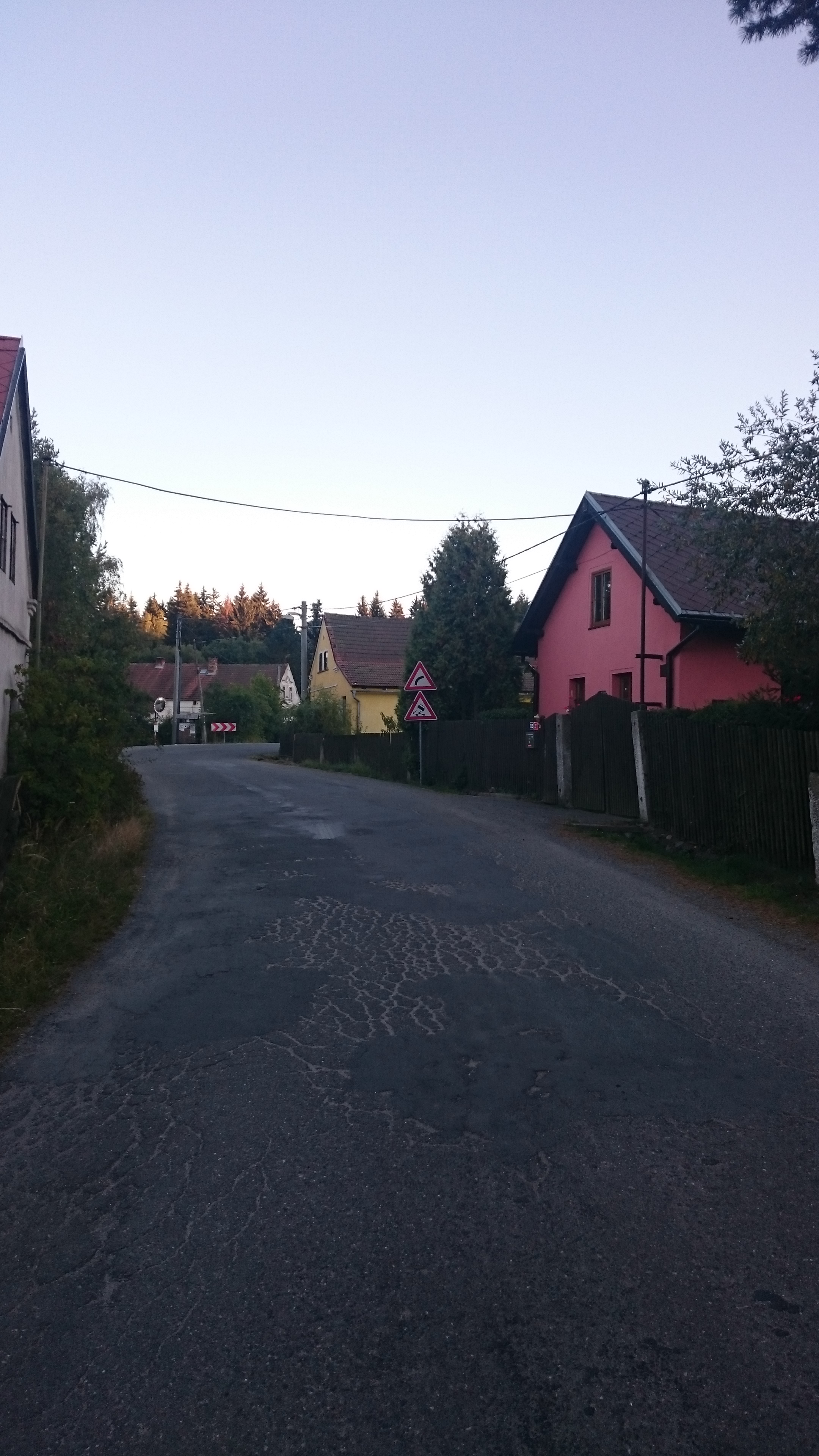
Silnice
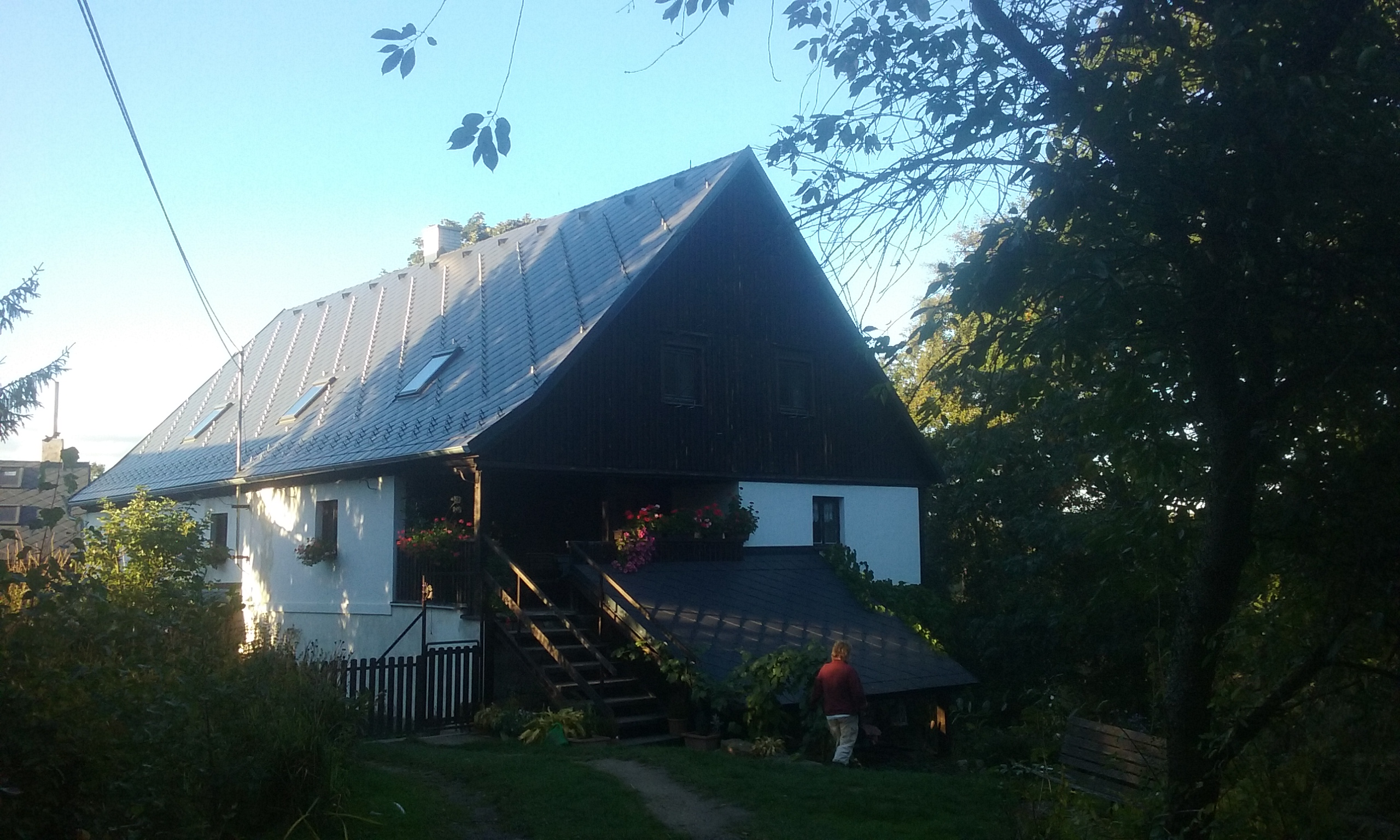
Dům
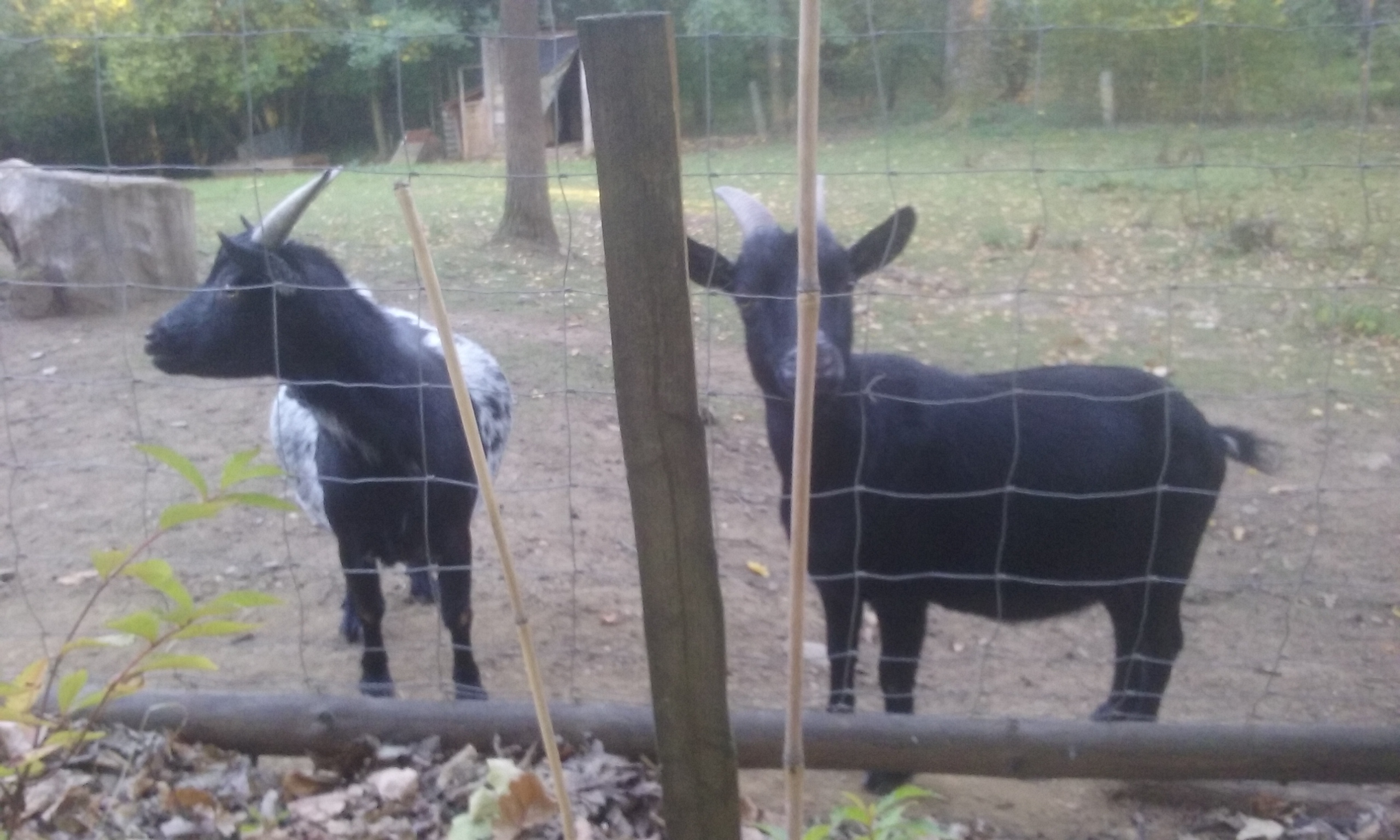
Kozy
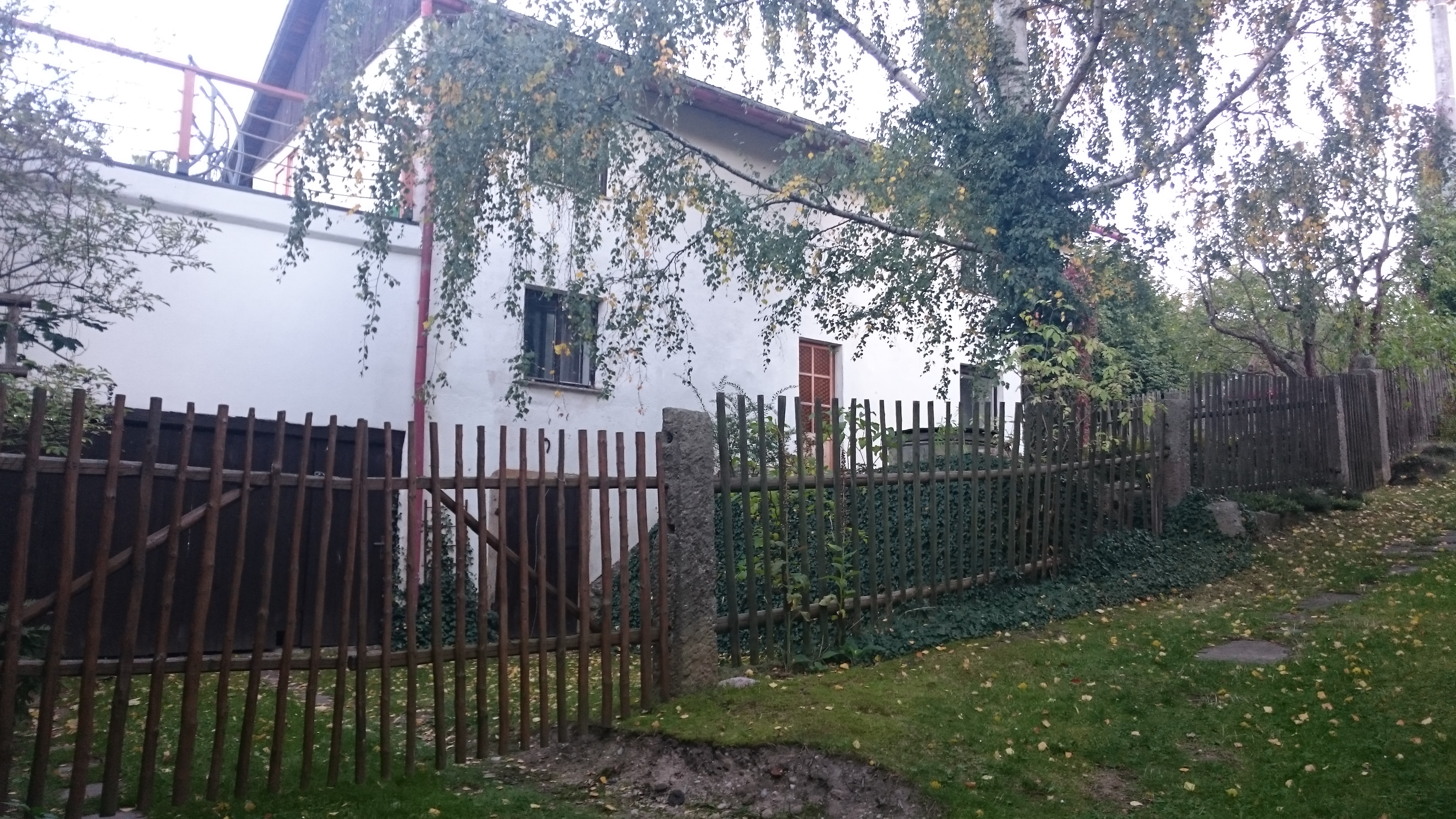
Plot před domem